# قناة ماسة المجد
قناة ماسة المجد متخصصة في مجال الدراما والمحتوى العائلي. انطلقت قناة ماسة تجريبيًا في عام 2009 قبل أن تصبح محطة رسمية ضمن شبكة قنوات المجد. وقد نجحت القناة خلال فترة زمنية قصيرة في استقطاب ملايين المتابعين من مختلف الأعمار؛ نتيجة طبيعية للمحتوى الهادف الذي تعرضه يوميًا.

## برامج ودراميات القناة
قدمت ماسة المجد خلال بثها التجريبي عدداً من المسلسلات مثل:-
- مسلسل دموع التماسيح من بطولة مهند السلطان وهشام أبانمي وفوزي جوهر، وإخراج المخرج لذي لم يحرم المسلسل من مشاركته تمثيلاً.
- مسلسل ضايعة ولقينها لكل من عبد الرحمن البدر وعلي الدويان وأحمد هتان وعبد الرحمن اللحياني إخراج عثمان الربيعة.
- برنامج مسرحيات الذي عرض أجمل مسرحيات جامعة الملك سعود.
- الجزء الأول من مسلسل ظل الجزيرة في شهر رمضان 1431 هـ بـ 20 حلقة، ومن بطولة محمد الدبيخي وغنيم الغنيم وفيصل الرميحي وفهد المطيري وعبد العزيز الغنيم وعمر الدغيري وعبد الله المطيري ومهند السلطان وإبراهيم المزيرعي وتركي الحساني ومن إخراج محمد المحيميد.
- مسلسل صباح الليل للممثل حامد الضبعان وياسر حبيب ويوسف سعدون وعطا الله الصقيري ومنصور الضبعان وهو من إخراج عثمان الربيعة.
- مسلسل العقرب الشيق من إخراج وبطولة المخرج ومعه في البطولة فوزي جوهر ويوسف والبي وتميم المعتوق وعبد العزيز الحجام وفريد جوهر ويوسف العبدلي وعبد العزيز الأمين والطفلة منار وعمر القحطاني.
- مسلسل نجمة إلا ربع وهو من بطولة محمد الجلعود وحمد الصالح ومحمد الشمراني وصالح الدهمشي وراشد القعود ومن إخراج مشعل القاضب.
- مسلسل العريش مسلسل فكاهي من بطولة فهد المطيري وإبراهيم المزيرعي وعمر الدغيري وعبدالله المطيري ويوسف العبدلي وتركي الحساني وإخراج محمد المحيميد.
- مسلسل وعد شرف، بطولة هاني مقبل وتميم معتوق وصلاح العمري ومحمد البحري وعبد العزيز الأمين ويوسف العبدلي وماجد الضبعان وناصر الكنهل وعلي الغامدي والطفل شايع الغفيلي والطفلة لانا القحطاني.
- مسلسل أبناء الدم بطولة مع هاني مقبل تميم معتوق عبد الله النجاشي محسن جعفري ياسر العباس فوزي المتعب عبد العزيز العجيان عبد الله فهاد محمد الشمراني عمر القحطاني ورائد المهوس العديد
- مرسال عقيل: محمد اليحيى محمد الدبيخي فهد المطيري عمر الدغيري عبد الله المطيري عبد الله الخميس محمد الباهلي
- مسلسل البندقدار من بطولة: موسى العميرة (أبو علي) ، سهيل المطيري، عبد العزيز الامين، منصور الضبعان، إبراهيم عبد الله، محمد المهيلب، عمر قاضي، عبد العزيز القضيبي، كريم السعودي، عبد الله حترش، علي الدبيبي، احمد فقيهي، رائد الموسى، محمد فيصل، الطفله اصايل المطيري.. من إخراج المتالق
- مسلسل «ثمن الوهم» ويشارك فيه إبراهيم المزيرعي.
- برنامج «مشينا المقدم» إبراهيم المزيرعي.
- برنامج «واحد جيجا».
- برنامج «نحن هنا» لحسن العثمان وإبراهيم المزيرعي.

- برنامج الموسم 2 فيه ثلاث فرق بوارق واثر وغيم.

## أعمال تاريخية
قامت ماسة المجد في الآونة الأخيرة بعرض أعمال س ت بعد أن أعدتها بشكل ملتزم صالح للمشاهدة وذلك من خلال تبديل الموسيقى بأناشيد أو مؤثرات صوتية بالإضافة إلى طمس صور ومشاهد النساء وقد عرضت ماسة المجد حتى الآن عدداً من الهي:-
- مسلسل.
- قوس (ترقيم).
- مسلسل تلفزيوني.
- مسلسل ذي قار.
- مسلسل أحمد بن حنبل.
- مدير قناة ماسة المجد منسق ومشرف قناة ماسة المجد؛ الأستاذ نور الدين التميمي.
- هناك العديد من المسلسلات الرائعة ولكن التي ذكرت هي المسلسلات.